# Bang Dae-du
Bang Dae-du (in hangŭl: 방대두; 14 ottobre 1954) è un ex lottatore sudcoreano, specializzato nella lotta greco-romana.

## Palmarès

### Olimpiadi
- 1 medaglia:
  - 1 bronzo (Los Angeles 1984 nei pesi mosca)

### Mondiali
- 1 medaglia:
  - 1 bronzo (Katowice 1982 nei 52 kg)

### Universiadi
- 1 medaglia:
  - 1 bronzo (Bucarest 1981 nei 52 kg)